# Antipapa Benedict al XIII-lea

Antipapa Benedict al XIII-lea, născut Pedro Martínez de Luna y Pérez de Gotor, (n. 1328, Illueca, Regatul Aragon – d. 23 mai 1423, Peniscola, Valencia, Spania), cunoscut ca Papa Luna în spaniolă, a fost un aragonez denumit de Biserica romano-catolică drept Antipapă. A fost antipapă (al liniei Avignon) în perioada 11 octombrie 1394 - 23 mai 1423 (timp de 28 ani și 238 de zile). El era profesor francez de lege canonică. A fost numit cardinal pe 20 decembrie 1375. Când a început schisma apuseană în 1378 l-a sprijinit pe antipapa Clement al VII-lea.
A fost ales papă la Avignon și a rezistat presiunilor franceze de a abdica și a fost asediat în palatul papal în anul 1398. 
A fugit în Provence în 1403 unde a recâștigat supunerea Franței. A refuzat să abdice la presiunile conciliilor de la Pisa (1409) și Konstanz (1417).